# Jump5
Jump5 foi um grupo americano de dance-pop.

## Discografia
Álbuns
- Jump5 (2001)
- All the Time in the World (2002)
- Accelerate (2003)
- Dreaming in Color (2004)
- Hello & Goodbye (2007)
- Christmas Like This (2007)

## Filmografia
DVDs
- Jump5 (2002)[1]
- All the Time in the World (2002)[1]
- Start Dancin' With Jump5 (2003)
- Jump5: Hello & Goodbye (Limited Edition) (2007)